# Raymond Allen Davis
Raymond Allen Davis (* 2. Oktober 1973 in Wise, Virginia) ist ein Mitarbeiter des US-amerikanischen Geheimdienstes CIA. Nach einem Bericht des Daily Telegraph war er Station Chief der amerikanischen Botschaft in Pakistan, und damit der oberste Geheimdienstmitarbeiter vor Ort. Zuvor war er Soldat der US-Army und Söldner.
Davis geriet in den Fokus der Öffentlichkeit, als er in Lahore unter ungeklärten Umständen zwei Männer erschoss.

## Der Raymond-Allen-Davis-Vorfall
Am 27. Januar 2011 befand sich Davis im Viertel Mozan Chungi der pakistanischen Metropole. Nach eigenem Bekunden und den offiziellen Verlautbarungen der amerikanischen Botschaft wollte Davis an einem Automaten Geld abheben, als neben seinem Wagen zwei Männer auf einem Motorrad hielten und ihn bedrohten. Nach diesen Angaben erschoss er sie daraufhin aus Notwehr mit seiner Pistole (Glock 9mm).
Diese Darstellung wird von pakistanischen Behörden bezweifelt, da viele der Aussagen von Davis widersprüchlich sind. So wurde eines der Opfer durch eine Salve von Schüssen, die Davis durch die Windschutzscheibe seines Autos feuerte, in den Rücken getroffen, als diese sich auf ihrem Motorrad vor ihm befanden.
Ein dritter Pakistaner wurde von einem Geländewagen des US-amerikanischen Konsulats getötet, als vier nach der Erschießung angeforderte Männer auf dem Weg zu Davis waren und mit hoher Geschwindigkeit auf der falschen Straßenseite einen Motorradfahrer überfuhren.
Davis wurde zunächst von pakistanischen Behörden festgenommen und des Doppelmordes und des illegalen Besitzes von Schusswaffen angeklagt, wogegen die US-Regierung protestierte, da diese der Ansicht war, Davis genieße diplomatische Immunität aufgrund seiner Beschäftigung bei dem US-Konsulat. Diese Sichtweise ist jedoch umstritten.
Die Witwe eines der beiden Erschossenen beging am 6. Februar Suizid, da sie angeblich fürchtete, Raymond Davis würde ohne Gerichtsverhandlung freigelassen werden.
Die Ereignisse belasteten die ohnehin angespannten Beziehungen zwischen den USA und Pakistan schwer. In pakistanischen Städten kam es zu größeren anti-amerikanischen Protesten. Insbesondere radikale islamische Gruppen wie die Partei Jamaat-e-Islami nutzten die Geschehnisse zur Propaganda gegen den Einfluss der USA.
Der demokratische Senator John Kerry, zugleich Vorsitzender im Ausschuss für Außenpolitik, setzte sich vor Ort für die Freilassung von Davis ein. Am 16. März 2011 wurde bekannt, dass er freigelassen wurde, und zwar laut Angaben des punjabischen Justizministers gegen die Zahlung eines Blutgeldes an die Angehörigen der Getöteten. Eine Schwester eines der Opfer behauptet allerdings, weder sei mit ihr gesprochen worden noch hätte sie Zahlungen erhalten.
Ein Motiv für ein vermeintliches Attentat durch Davis ist unklar. Möglicherweise waren die beiden bewaffneten Opfer wiederum Agenten des ISI, die den Auftrag hatten, Davis zu beschatten, als er entlang der Grenze zu Indien fotografierte.